# Regeringen Anders Fogh Rasmussen II
Regeringen Anders Fogh Rasmussen II var Danmarks regering 18 februari 2005 – 23 november 2007. Det var en koalitionsregering mellan Venstre och Konservative Folkeparti. På grund av att detta var en minoritetsregering, hade den, liksom under den tidigare mandatperioden, parlamentariskt stöd från Dansk Folkeparti. 
| Ämbete                                    | Minister | Minister                | Parti                   | Period                                          |
| ----------------------------------------- | -------- | ----------------------- | ----------------------- | ----------------------------------------------- |
| Statsminister                             |          | Anders Fogh Rasmussen   | Venstre                 | 27.11.2001 - 23.11.2007                         |
| Vice Statsminister                        |          | Bendt Bendtsen          | Konservative Folkeparti | 27.11.2001 - 23.11.2007                         |
| Utrikesminister                           |          | Per Stig Møller         | Konservative Folkeparti | 27.11.2001 - 23.11.2007                         |
| Finansminister                            |          | Thor Pedersen           | Venstre                 | 27.11.2001 - 23.11.2007                         |
| Inrikesminister & Hälsominister           |          | Lars Løkke Rasmussen    | Venstre                 | 27.11.2001 - 23.11.2007                         |
| Justitieminister                          |          | Lene Espersen           | Konservative Folkeparti | 27.11.2001 - 23.11.2007                         |
| Försvarsminister                          |          | Søren Gade              | Venstre                 | 24.04.2004 - 23.11.2007                         |
| Kulturminister                            |          | Brian Mikkelsen         | Konservative Folkeparti | 27.11.2001 - 23.11.2007                         |
| Skatteminister                            |          | Kristian Jensen         | Venstre                 | 02.08.2004 - 23.11.2007                         |
| Ekonomiminister & Näringsminister         |          | Bendt Bendtsen          | Konservative Folkeparti | 27.11.2001 - 23.11.2007                         |
| Minister för nordiskt samarbete           |          | Connie Hedegaard        | Konservative Folkeparti | 18.02.2005 - 23.11.2007                         |
| Transportminister Energiminister          |          | Flemming Hansen         | Konservative Folkeparti | 27.11.2001 - 12.09.2007 18.02.2005 - 12.09.2007 |
| Transportminister Energiminister          |          | Jakob Axel Nielsen      | Konservative Folkeparti | 12.09.2007 - 23.11.2007                         |
| Familje- och konsumentminister            |          | Lars Barfoed            | Konservative Folkeparti | 18.02.2005 - 14.12.2006                         |
| Familje- och konsumentminister            |          | Carina Christensen      | Konservative Folkeparti | 15.12.2006 - 23.11.2007                         |
| Jordbruksminister                         |          | Hans Christian Schmidt  | Venstre                 | 02.08.2004 - 12.09.2007                         |
| Jordbruksminister                         |          | Eva Kjer Hansen         | Venstre                 | 12.09.2007 - 23.11.2007                         |
| Arbetsminister                            |          | Claus Hjort Frederiksen | Venstre                 | 27.11.2001 - 23.11.2007                         |
| Forskningsminister                        |          | Helge Sander            | Venstre                 | 27.11.2001 - 23.11.2007                         |
| Undervisningsminister Kyrkominister       |          | Bertel Haarder          | Venstre                 | 18.02.2005 - 23.11.2007                         |
| Socialminister Jämställdhetsminister      |          | Eva Kjer Hansen         | Venstre                 | 27.11.2001 - 12.09.2007                         |
| Socialminister Jämställdhetsminister      |          | Karen Jespersen         | Venstre                 | 12.09.2007 - 23.11.2007                         |
| Biståndsminister                          |          | Ulla Tørnæs             | Venstre                 | 18.02.2005 - 23.11.2007                         |
| Migrationsminister & Integrationsminister |          | Rikke Hvilshøj          | Venstre                 | 18.02.2005 - 23.11.2007                         |
| Miljöminister                             |          | Connie Hedegaard        | Konservative Folkeparti | 02.08.2004 - 23.11.2007                         |